# Dom Żołnierza w Poznaniu
Dom Żołnierza w Poznaniu (dokładnie: Dom Żołnierza im. Marszałka Polski Józefa Piłsudskiego) – modernistyczny gmach, położony w centrum Poznania na osiedlu samorządowym Stare Miasto przy ul. Niezłomnych 1.

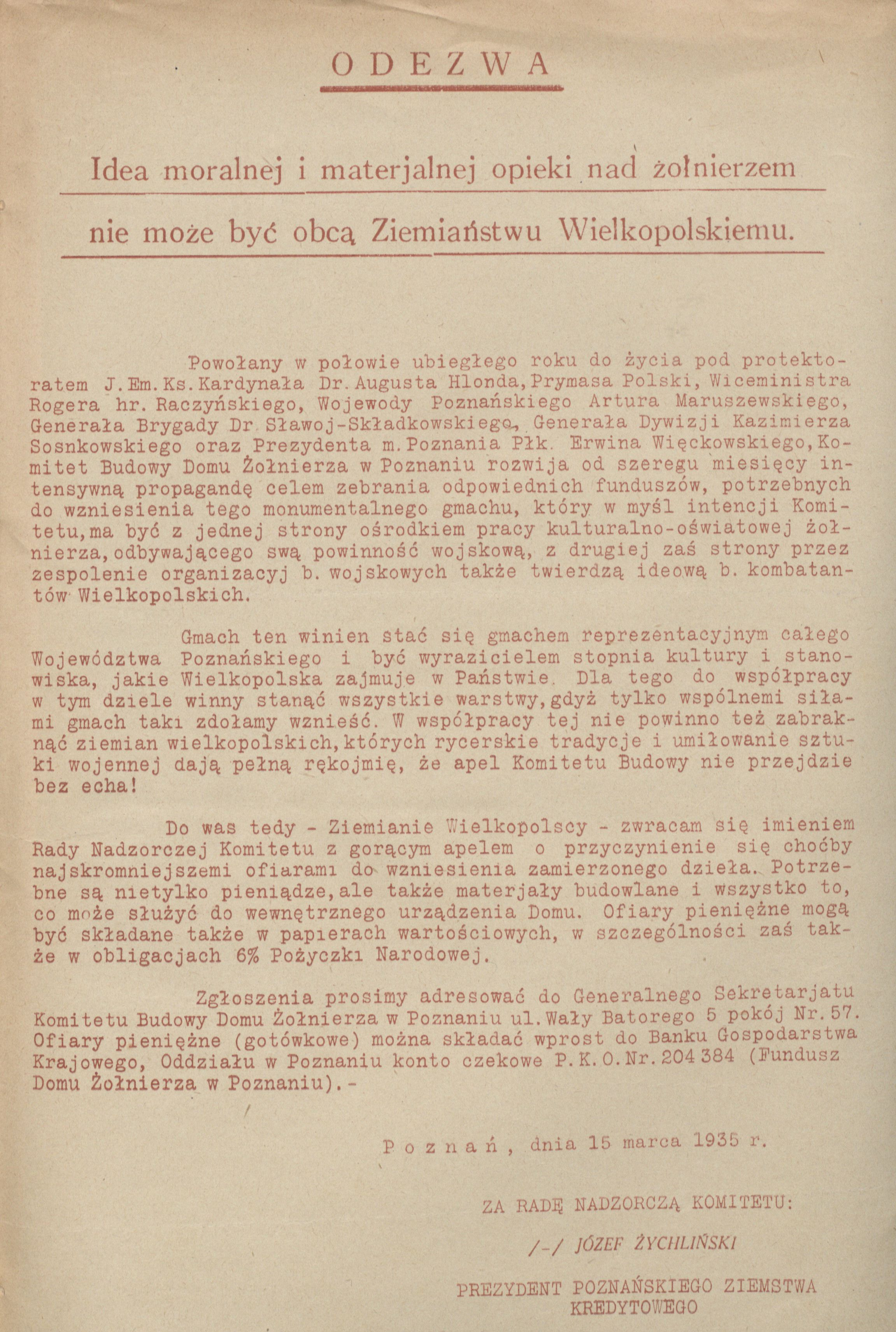
Odezwa Komitetu Budowy Domu Żołnierza w Poznaniu z 1935

## Historia
W Polsce okresu międzywojennego pierwowzorem budowanych Domów Żołnierza był Dom Żołnierza Polskiego w międzynarodowym obozie La Mandria de Chivasso we Włoszech, otwarty 24 grudnia 1918. Pierwszy obiekt w kraju otworzył drzwi 20 lipca 1919 w Warszawie, a potem drugi w Wilnie. Była to placówka kulturalno-rozrywkowa dla podoficerów i żołnierzy (kino, jadalnia, biblioteka, czytelnia itp.).

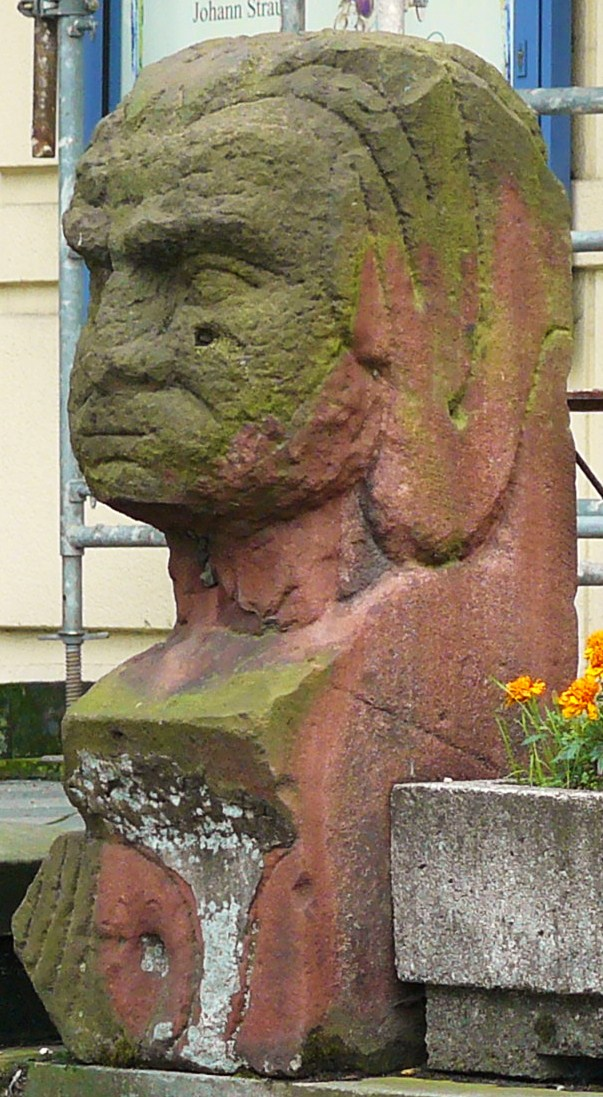
Detal

Pierwszy Dom w Poznaniu powstał w 1923, w zaadaptowanych obiektach koszarowych w kwartale ulic: Bukowska, Szylinga, Grunwaldzka. Od 1926 kadra oficerska zaczęła jednak zbierać fundusze na postawienie Domu Żołnierza z prawdziwego zdarzenia. Budynek zaprojektował Edgar Norwerth w poetyce neoklasycystycznej (1928), ale realizacja nie doszła do skutku. W 1934 patronat nad budową objęli abp August Hlond, hrabia Roger Adam Raczyński, wojewoda Artur Maruszewski, gen. Felicjan Sławoj Składkowski, gen. Edmund Knoll-Kownacki i prezydent miasta Erwin Więckowski. Stworzyli oni Komitet Budowy Domu Żołnierza Polskiego i w 1935 wybrali swoje władze. 27 czerwca tego samego roku miasto przekazało bezpłatnie działkę przy ul. Ratajczaka. Wojewódzki Komitet Uczczenia Pamięci Marszałka Piłsudskiego postanowił natomiast, że przyszły Dom winien nosić imię twórcy Legionów.
Z prośbą o stworzenie projektu Komitet zwrócił się do miejskiego architekta – Władysława Czarneckiego. Projekt, w miejsce tradycyjnych wzorców polskich, zakładał zastosowanie rozwiązań modernistycznych. Projektantem konstrukcji był Jan Zaus. W listopadzie 1935 rozpoczęto prace budowlane. Kierownikiem był Adam Ballenstaedt. 19 marca 1939 Dom przekazano Wojsku Polskiemu.
Najważniejszym pomieszczeniem była dwukondygnacyjna sala widowiskowa na 700 miejsc (z dwustronnym balkonem). Poza tym wewnątrz mieściło się 225 różnych lokali użytkowych, m.in. wzorcowy schron przeciwgazowy, czy agendy ZHP. W uroczystości przekazania budynku Wojsku udział brali: gen. Leon Berbecki, gen. Franciszek Wład, gen. Aleksander Osiński, minister Juliusz Ulrych, wojewoda Maruszewski, prezydent Poznania Tadeusz Ruge oraz abp Walenty Dymek.
Po zajęciu Poznania we wrześniu 1939 roku przez Niemców, Dom Żołnierza został przejęty przez sztab VI grupy operacyjnej policji bezpieczeństwa i służby bezpieczeństwa (Einsatzgruppe VI der Sicherheitspolizei und des SD) pod dowództwem SS-Oberführera Ericha Naumanna. Po utworzeniu Tajnej Policji Państwowej (Gestapo) Dom Żołnierza stał się siedzibą Kierowniczego Urzędu (Geheime Staatspolizei. Staatspolizeileitstelle Posen). Urząd poznański pełnił nadrzędną funkcję wobec urzędów Gestapo w Inowrocławiu i Kaliszu, stając się centralą obejmującą cały Kraj Warty. Poznańskiej siedzibie podporządkowano cztery ekspozytury terenowe (Aussendienststelle) w Kościanie, Lesznie, Szamotułach i Środzie Wielkopolskiej. W urzędzie funkcjonowało więzienie domowe (Hausgefängnis). W części piwnicznej na gołej posadzce, skutych kajdanami, przetrzymywano około 40 do 120 więźniów. Większość z nich przetrzymywana była w ramach aresztu domowego (Schutzhaft). Przyznawanie się do winy i podpisywanie protokołów przesłuchań wymuszane były torturami. Policyjny Sąd Doraźny (Polizeistandgericht), w skład którego wchodził szef Gestapo i dwaj przez niego wyznaczeni ławnicy posiadali nieograniczone kompetencje. Wydawane przez nich wyroki nie podlegały apelacji. Komendantami poznańskiej Staatspolizeileitstelle byli: SS-Sturmbannführer dr Helmut Bischoff (1939–1941), SS-Obersturmbannführer dr Karl Heinz Stossberg (1941–1944), SS-Obersturmbannführer dr Karl Putz (1944/1945), SS-Obersturmbannführer dr Rudolf Erwin Lange (1945). W siedzibie poznańskiego Gestapo zatrudnionych było około 200 pracowników. Ewakuację urzędu rozpoczęto 20 stycznia 1945. W wyniku zaciętych walk budynek Domu Żołnierza został mocno zniszczony. 2 lutego 1945 oddział SS wysadził częściowo gmach w powietrze.
Po wojnie, 7 października 1945, na zebraniu koła miejskiego i powiatowego Związku b. Więźniów Politycznych i Niemieckich Obozów Koncentracyjnych, zawnioskowano o zburzenie obiektu, jako pamiątki niemieckiej opresji i wzniesienie w jego miejscu Domu Więźnia Politycznego – symbolu patriotyzmu. Do wcielenia w życie tego wniosku nigdy nie doszło. 28 stycznia 1948 powołano Wojewódzki Obywatelski Komitet Odbudowy Domu Żołnierza przy Towarzystwie Przyjaciół Żołnierza. Ciałem kierował wojewoda Stefan Brzeziński. Architektoniczną stronę projektu powierzono ponownie Władysławowi Czarneckiemu. W październiku 1949 budynek oddano w stanie surowym. 23 marca 1956 powołano w części gmachu Państwową Operetkę Poznańską. 20 maja tego roku wystawiono pierwszy spektakl.
W tym czasie ukończono ostatecznie obiekt po odbudowie. Zyskał on jednak nieco inną formę niż przed wojną. M.in. klinkierowe płaszczyzny fasady skrzydła zastąpiono boniowaniem. Podobne rozwiązania zastosowano m.in. w gmachu KW PZPR w Poznaniu.
23 marca 1991 obiektowi przywrócono nazwę sprzed wojny – Dom Żołnierza im. Marszałka Polski Józefa Piłsudskiego.
W pobliżu gmachu znajdują się inne ważne budynki miejskie: Collegium Novum Uniwersytetu im. Adama Mickiewicza, Centrum Handlu, Sztuki i Biznesu Stary Browar, Park Izabeli i Jarogniewa Drwęskich, Andersia Tower, Poznań Financial Centre, Novotel Poznań Centrum oraz Izba Rzemieślnicza.